# Decretul celor două treimi
Decretele din 5 și 13 fructidor ale anului III (23 și 31 august 1795), votate de Convenția națională franceză cu puțin timp înaintea separării ei, erau destinate a asigura realegerea majorității membrilor și menținerea acestora la putere. Decretele stipulează că două treimi din viitorii deputați din Consiliul Bătrânilor și din Consiliul celor Cinci-Sute trebuie să aparțină ex-Convenției, adică 500 din cei 750 de aleși. Ratificarea decretelor de către electori este dificilă: 205498 pentru și 108754 împotrivă cu milioane de abțineri. Decretele au fost respinse în cele 19 departamente pariziene (în 47 din cele 48 de secții existente).
Aceste decrete sunt cauza directă a insurecției regaliste din 13 vendémiaire anul IV.